# Deep Blue (navire)
Le SCV Deep Blue  (Subsea Construction Vessel) est un navire de service polyvalent pour les travaux offshore appartenant et opérant pour l'entreprise offshore du secteur de l'énergie TechnipFMC.

## Caractéristiques
Le navire a été construit au chantier naval sud-coréen de Hyundai Mipo Dockyard . Il est le plus grand navire de construction de canalisations et de construction sous-marine spécialement conçu au monde. Il peut poser des conduites rigides (bobinage) jusqu'à 5.500 tonnes de tuyaux de 4 à 18 pouces ou 4.000 tonnes de conduites rigides de 4 à 26 pouces en se servant de sa tour de type J-Lay jusqu'à 3.000 mètres de profondeur. Alternativement, il peut poser jusqu'à 5.764 tonnes de tuyaux flexibles de 2 à 16 pouces. Sa charge utile maximale de 11.023 t peut être constituée soit de deux carrousels de 5.511 t chacun, de lignes flexibles en deux carrousels (2.000 t et 1.500 t), huit bobines portables de 300 t, des lignes rigides de 4.000 t ou 3.000 t de structures sous-marines.
Son pont de travail de 690 m² peut recevoir, pour une charge maximale de 10 tonnes/m². Il est équipé de trois grues dont la plus forte, de type à relevage par câble, est d'une capacité de 400 tonnes à 18 m.
Il est équipé, sous hangar, de deux sous-marins télécommandés de travail (WROV) capables d'effectuer des tâches à des profondeurs allant jusqu'à 3.000 mètres.
Le déplacement sur zone de chantier s'effectue à une vitesse maximale élevée de 10 nœuds et la précision de positionnement sur zone de travail est assurée par le système de positionnement dynamique. La propulsion se compose de huit propulseurs d'une capacité totale de 45.000 cv. Il y a des cabines à bord pour 160 personnes. La livraison du personnel et des marchandises peut être effectuée à l'aide d'une hélisurface conçu pour recevoir des hélicoptères de type Sikorsky S-61.

## Galerie

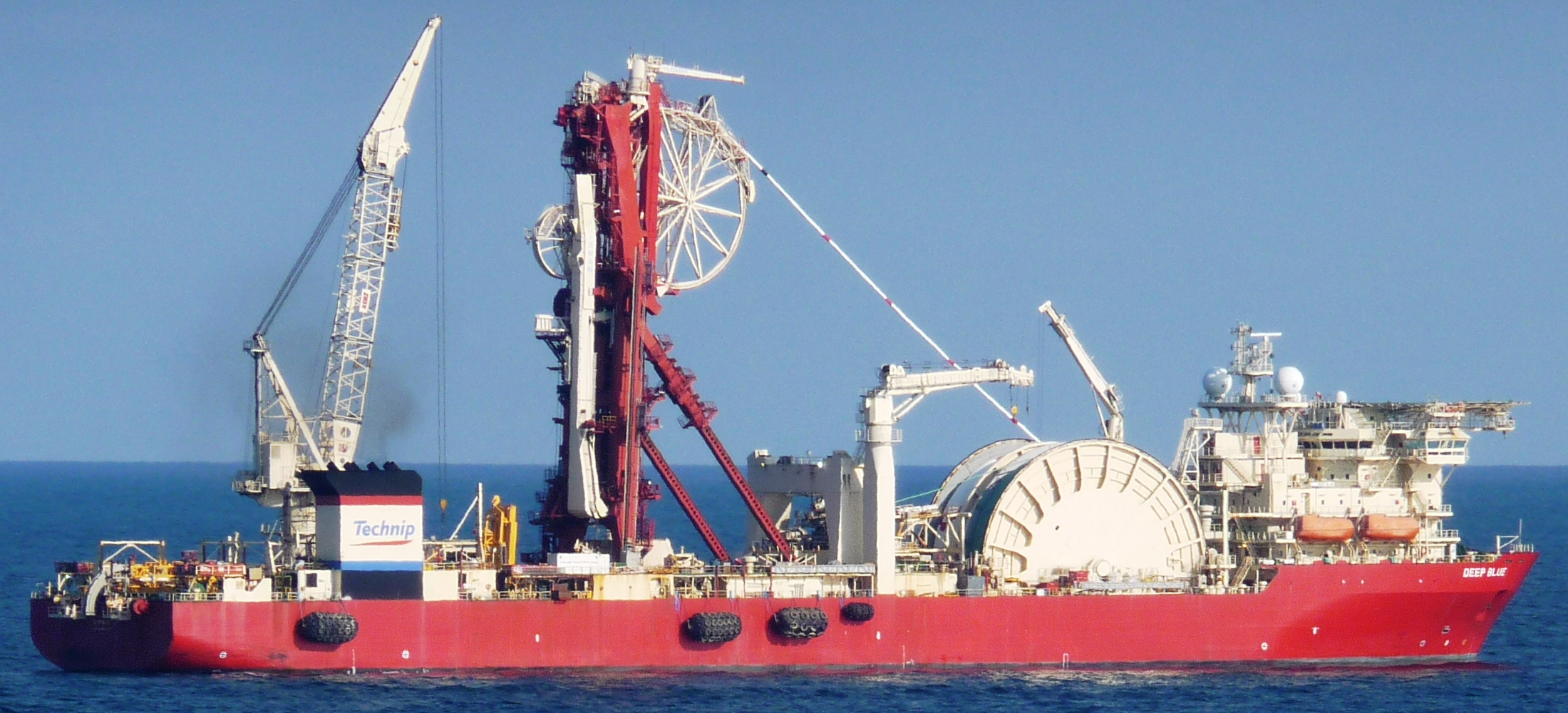
Deep Blue en 2009
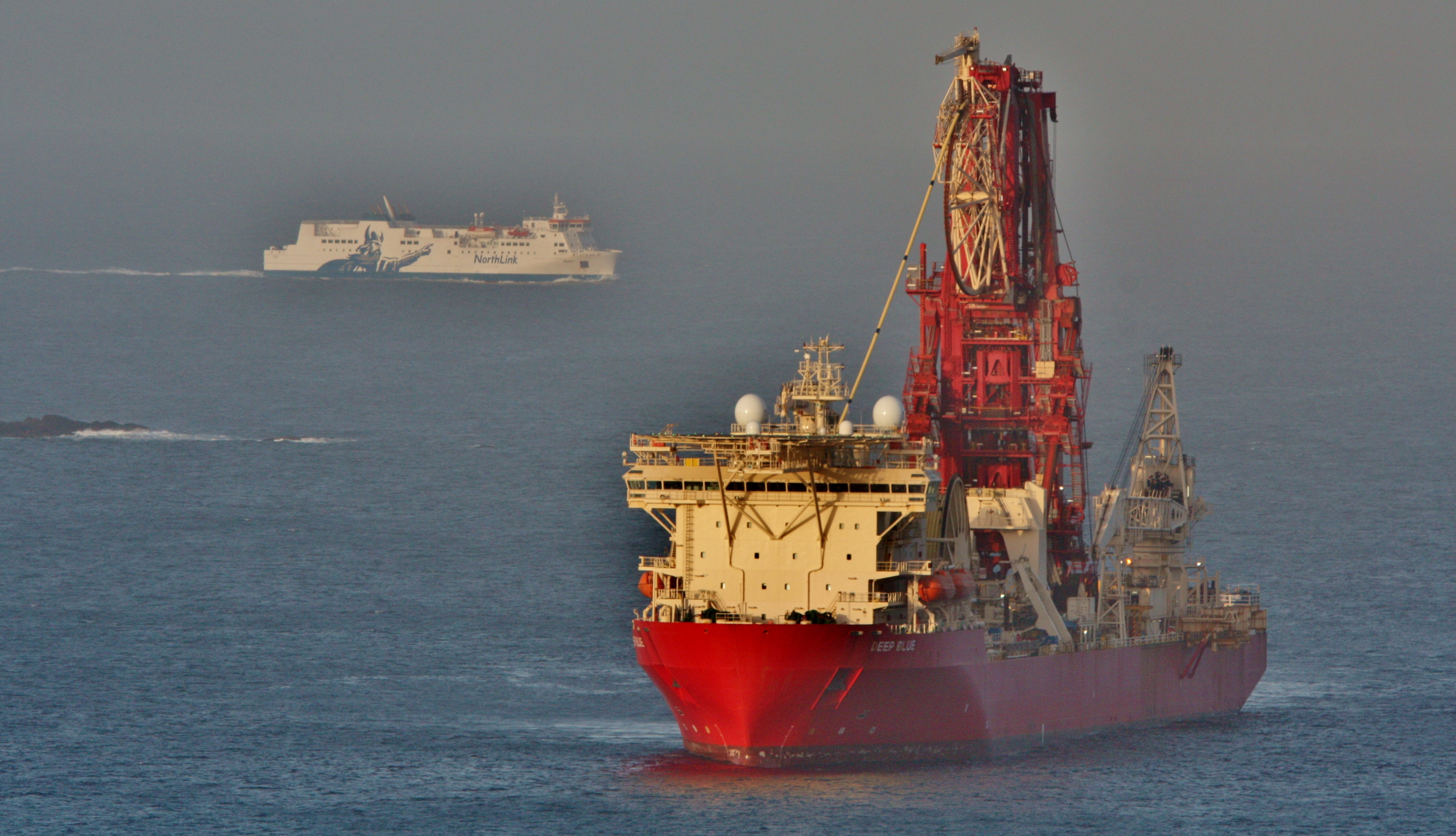
Deep Blu en 2015

### Articles externes
- Deep Blue - Site marinetraffic
- Deep Blue - Site marinemarchande
- Flotte de TechnipFMC - Site TechnipFMC